# Áustria Anterior
Áustria Anterior (em alemão Vorderösterreich, die Vorlande) era o nome colectivo das antigas possessões dos Habsburgo na Suábia, Alsácia e Vorarlberg depois da sede dos Habsburgo se ter estabelecido na Áustria. Por vezes o Tirol também se inclui na Áustria Anterior.

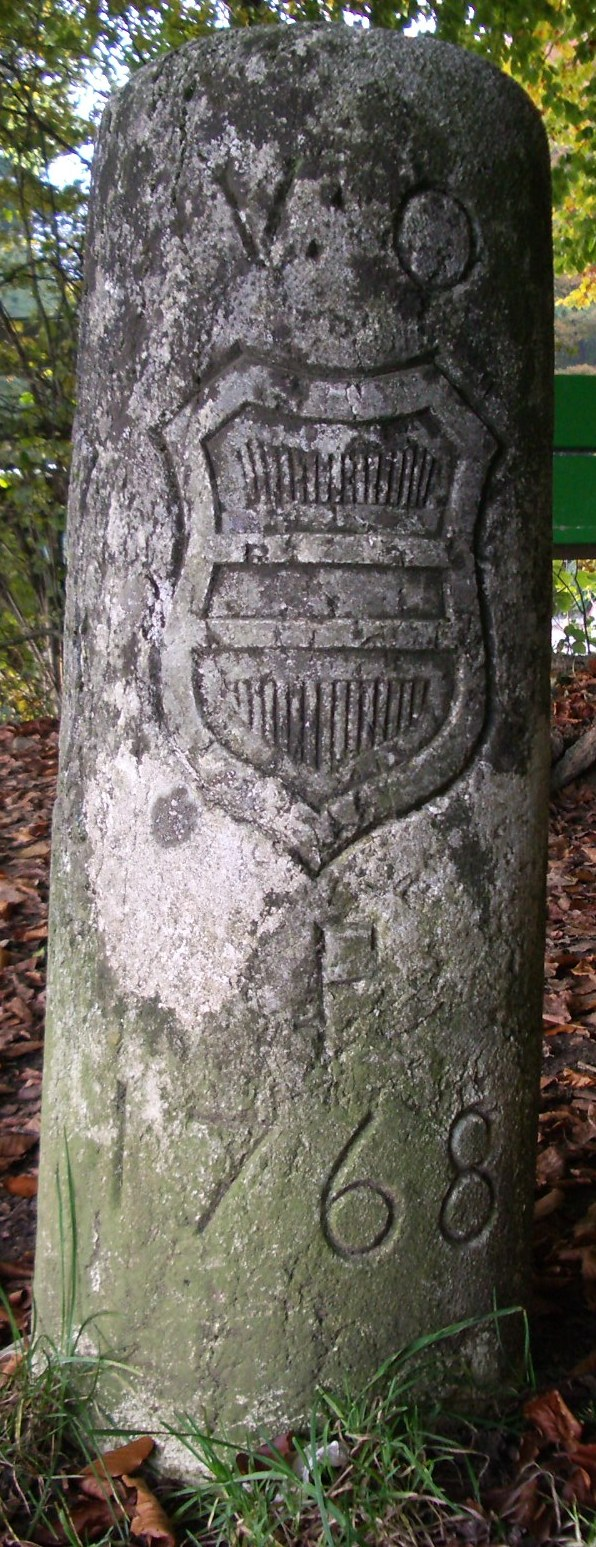
Marco de pedra de 1768 com o escudo de "Vorderösterreich" (VO) em Salhöhe, Suíça.

## Composição e evolução territorial
A Áustria Anterior compreendia a área de Sundgau (sul da Alsácia) e a Brisgóvia a leste do Reno e incluía alguns territórios dispersos na Suábia, sendo o maior o margraviato de Burgau na zona de Augsburgo e Ulm. Alguns territórios do Voralberg que pertenciam aos Habsburgo eram considerados parte de Áustria Anterior. A terra de origem dos Habsburgo, a Argóvia, e a maior parte das possessões originais desta dinastia a sul do Reno e do lago de Constança, foram perdidas no Século XIV perante a expansão Confederação Helvética após as batalhas de Morgarten (1315) e Sempach (1386), nunca mais voltando a considerar-se parte de Áustria Anterior, excepto o vale de Fricktal, que se manteve sob administração dos Habsburgos até 1797.
Pelo Tratado de Vestefália de 1648, o Sundgau foi integrado na França e, no século XVIII os Habsburgo adquiriram alguns territórios menores no sul da Alemanha, como Tettnang. Com a reorganização do Sacro Império Romano-Germânico, a maior parte da Áustria Anterior, incluindo a Brisgóvia, foi cedida como compensação ao antigo duque de Módena, Hércules III d’Este, cujo genro e herdeiro era o arquiduque Fernando Carlos, tio do imperador Francisco II. Pela Paz de Pressburg de 1805, a Áustria Anterior foi dissolvida por completo e os antigos territórios dos Habsburgo foram repartidos pela Baviera, Bade e Vurtemberga. O vale de Fricktal foi a única região a ser integrada na Suíça, em 1802.

## Governo
Políticamente, a Áustria Anterior foi controlada pelos duques da Áustria até 1379. Posteriormente, o governador da Áustria Anterior era o arquiduque responsável pelo governo do Tirol.

## Referências geográficas

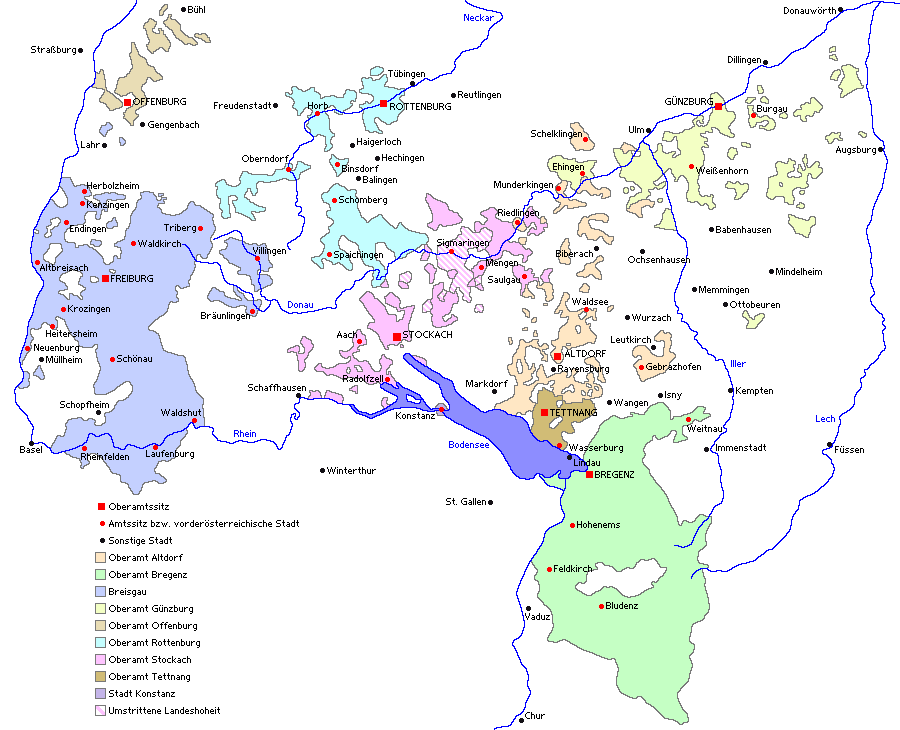
Mapa da Áustria Anterior